# Heiderscheid (Luksemburg)
Heiderscheid (lb. Heischent) – wieś (Uertschaft) w północno-zachodnim Luksemburgu, w kantonie Wiltz, w gminie Esch-sur-Sûre. Do 3 października 2015 miejscowość leżała w dystrykcie Diekirch, a do 31 grudnia 2011 była samodzielną gminą.31 marca 2024 zamieszkana przez 700 osób.

## Historia
Stolicą administracyjną dawnej gminy była miejscowość Eschdorf. 1 stycznia 2012 roku gmina została wraz z gminą Neunhausen, włączona do Esch-sur-Sûre. Miejscowościami w gminie były również Heiderscheid, Eschdorf i Merscheid.